# Tarnița, Iași
Tarnița este un sat în comuna Dagâța din județul Iași, Moldova, România.